# Glenniea unijugata
Glenniea unijugata är en kinesträdsväxtart som först beskrevs av François Pellegrin, och fick sitt nu gällande namn av Leenhouts. Glenniea unijugata ingår i släktet Glenniea och familjen kinesträdsväxter. Inga underarter finns listade i Catalogue of Life.